# Beurandang Asan
Beurandang Asan is een bestuurslaag in het regentschap Aceh Utara van de provincie Atjeh, Indonesië. Beurandang Asan telt 574 inwoners (volkstelling 2010).